# 카스텔포코냐노
카스텔포코냐노 (Castel Focognano) 이탈리아 토스카나주의 아레초도에 위치한 코무네다.
아르노강의 좌안에 있는 카센티노 계곡에 자리 잡았다. 알페 디 카테나이아 (Alpe di Catenaia) 비탈에 있는 마을의 이름을 따 붙여졌으나, 행정 중심지는 라시나 (Rassina)라고 하는 산업화 된 마을이다.

## 역사
제2차 세계대전 기간 라시나는 독일군의 공세로부터 몸을 숨기거나 대비하던 여러 미군 병사들의 거처였다.
많은 이들이 파시스트 병사들과 맞서 싸우다가 사망했다.
1992년에 라시나는 아르노강 범람으로 완전히 잠기고 말았다.

## 경제
오늘날 라시나는 규모가 커져 카센티노의 주요 산업 중심지 중 하나가 되었다. 유럽 최대 시멘트 작업장 중 한 곳이기도 하다.

## 자매 도시
- 프랑스 샹스비넬